# 楊詵
楊詵（？—618年），字弘籀，隋朝宗室，隋文帝二弟楊瓚幼子，楊綸幼弟。
杨诜因为哥哥杨纶获罪，被流放到零陵郡（今湖南省永州市）。隋炀帝以他修身恭谨，袭封滕王，来继承滕穆王杨瓒的后嗣。大业末年，宇文化及在江都（今江苏省扬州市）作乱弑隋炀帝，他也遇害。